# Complexo J
Complexo J é uma banda brasileira de rock cristão, fundada no Rio de Janeiro durante a segunda metade da década de 1980.
O grupo era formado por Marco Salomão (guitarra e vocal), Murilo Kardia (vocal, baixo e gaita), Liza Cardoso (vocal), Helio Zagaglia (guitarra), José Carlos Salgado (teclados) e Martinho Luthero (bateria). Lançaram cinco álbuns inéditos durante um período de dez anos, sendo 3 e Riqueza de Sons, distribuídos pela gravadora MK Music. Nesta época se apresentaram por todo o país e foram entrevistados no Programa do Jô. Mais tarde, Murilo Kardia saiu do grupo e passou a se apresentar com o Rebanhão.
De 1990 a 1994, o grupo esteve dentre os artistas mais executados em grande parte das rádios de música cristã no Brasil.
Durante a década de 2000, o grupo relançou alguns de seus álbuns e teve suas músicas em coletâneas.
A banda seguiu ativa com o passar dos anos, mas com uma atividade e popularidade reduzida. Em 2008, lançaram de forma independente, e com download digital e grátis o disco Consciência Limpa, que trouxe músicas inéditas e regravações com novos arranjos.
Em 2015, o baixista Murilo Kardia voltou para a banda.

## Discografia
- 1986: Solidão
- 1990: Arte Final
- 1991: 3
- 1994: Riqueza de Sons
- 1996: V
- 2000: 10 Anos
- 2008: Consciência Limpa